# Xenia multipinnata
Xenia multipinnata is een zachte koraalsoort uit de familie Xeniidae. De koraalsoort komt uit het geslacht Xenia. Xenia multipinnata werd in 1966 voor het eerst wetenschappelijk beschreven door Tixier-Durivault. 